# Famille Vilain XIIII
Pour les articles homonymes, voir Vilain.
Cette page explique l’histoire ou répertorie les différents membres de la famille Vilain XIIII.
La famille Vilain XIIII (prononciation Vilain quatorze) est une famille de la noblesse belge.

## Histoire
D'après Frans Van Kalken , le premier Vilain XIIII serait un certain Josse Vilain, bâtard de Philippe Vilain (sans XIIII), qui aurait reçu de son père un terrain de quatorze bonniers et aurait ajouté ce nombre à son nom de famille pour distinguer la branche bâtarde dont il était la souche de la branche légitime, laquelle remonterait à Walter de Gand († 1260), seigneur de Sint Jansteen, qui aurait le premier pris le nom de Vilain ou Villain ou en néerlandais Vileyn, du latin villa, c'est-à-dire seigneur de village ou propriétaire terrien. Au fil du temps le nom initial de Gand ou van Gent serait tombé, ne laissant que Vilain.
Par ailleurs en héraldique le lambel est un meuble qui indique le plus souvent qu'il s'agit d'un cadet ou d'une branche cadette, ce qui ajouterait du crédit à la thèse de Van Kalken.

## Personnalités
À cette famille comtale belge appartiennent :
- Philippe Vilain XIIII (1778–1856) est un homme politique belge.
- Charles Hippolyte Vilain XIIII (1796–1873) est un homme politique belge.
- Charles Vilain XIIII (1803–1878) est un homme politique belge.

Tous les trois étaient membres du Congrès national de Belgique. Voir la grande médaille de Laurent Hart
- Marie-Ernestine de Gand-Vilain XIIII, dite Ernestine de Gand, abbesse de la Cambre de 1712 à 1718.
- Jean Jacques Philippe Vilain XIIII (nl) (1712-1777)
- Charles-Joseph François Vilain XIIII (1759-1808), vicomte et officier, a écrit à Londres en 1791 Mémoires militaires sur la campagne de l'Armée Belgique dans les Pays-bas autrichiens pendant la révolution de 1790[2]
- Henri Vilain XIIII,  vicomte et officier de l'Armée brabançonne[3] et auteur anonyme (1831) de Mémoires militaires sur la Campagne de l'Armée belge dans les Pays-bas autrichiens[4]
- Alfred Vilain XIIII (1810–1886) est un homme politique belge.
- Stanislas Vilain XIIII (1838-1926) est un homme politique belge.
- Adrien Vilain XIIII (1861-1940) est un homme politique belge.
- Georges Vilain XIIII (1866-1931) est un homme politique belge.

## Hommage
- La rue Vilain XIIII à Ixelles a été nommée en mémoire du comte Charles Vilain XIIII[5].